# Cumbia péruvienne
Sous-genres
Chicha, cumbia amazonienne, cumbia norteña, cumbia sureña, tecnocumbia, cumbia huarochirana, cumbia sanjuanera
La cumbia péruvienne (espagnol : cumbia peruana) est un genre et sous-genre musical populaire du Pérou. Elle est née de la fusion de rythmes colombiens comme la cumbia, de rythmes cubains comme la guaracha, de rythmes américains comme le rock psychédélique, et de rythmes originaires du Pérou comme le huayno et la pandilla amazonienne, ainsi que de la présence à plus petite échelle de la musique créole et afro-péruvienne.

## Histoire

### Débuts et popularité
Il existe différentes versions des origines de la cumbia péruvienne. Son histoire a fait l'objet d'études et d'intérêt de la part de certaines institutions locales. Ainsi, les premières enquêtes ont paru et des hommages et anthologies ont commencé à être réalisés.
Enrique Delgado et son groupe Los Destellos, formé à Lima en 1968, est celui qui a donné un cachet définitif à la cumbia limeña (cumbia de Lima) en créant un nouveau son fusionnant différents styles musicaux d'origine. Son expérience musicale, commencée dès son plus jeune âge, comprend la musique vernaculaire andine (avec Pastorita Huaracina), la musique créole (avec Luis Abanto Morales et Jesús Vásquez), la ranchera, la musique cubaine et le rock (de la nueva ola), qui lui ont permis et encouragé à explorer et à créer différentes manières de faire de la cumbia, anticipant ainsi la variété et les styles que la cumbia péruvienne affichera dans les années suivantes. Enrique Delgado enseignera à chacun de ses musiciens les accords de la cumbia péruvienne, marquant ainsi une étape importante dans la musique péruvienne en introduisant un nouveau genre, combinant le rythme tropical et la vitesse du rock avec des mélodies syncopées. Des chansons comme Qué chola tan rica, La Charapita, El Avispón et La Ardillita signent l'acte de naissance de la cumbia péruvienne. Puis viennent de nombreuses autres chansons importantes, telles que El Eléctrico, Patricia et surtout Elsa qui les feront connaître à l'international. Los Destellos continueront avec Edith Delgado Montes, mais avec un style musical plus conventionnel,.
À la fin des années 1970, en raison de ce phénomène socioculturel, le côté andin de la cumbia péruvienne gagne en popularité. Ses praticiens commencent à jouer un rôle de premier plan dans les médias et à laisser une empreinte de plus en plus métissé.
À la fin des années 1980 et au début des années 1990, le Pérou connait des changements économiques et sociaux constants qui ont directement affecté l'industrie du disque. Ainsi, les maisons de disques disparaissent progressivement, en raison notamment du manque de liquidités et de financement pour le traitement audio sur support CD, déjà assimilé dans d'autres pays du continent. La seule maison de disques qui est restée et reste à ce jour est Industrias Eléctricas y Musicales Peruanas S.A.. (IEMPSA - Odeón Perú, filiale de la société allemande Odeón), ce qui entraînera la prolifération de sociétés de production indépendantes disposant d'un matériel d'enregistrement limité et portant des noms moins sophistiqués tels que Ovnis Producciones, Mary Music Producciones et Rosita Producciones, entre autres, ce qui nuira à la qualité finale du produit, qui a très rarement fait l'objet d'un traitement professionnel, d'autant plus que les enregistrements étaient réalisés à partir de concerts en direct et incluaient les bruits du public présent. Néanmoins, la qualité musicale de la cumbia péruvienne s'est maintenue malgré ces limites.
De même, la cumbia s'ouvre à davantage de possibilités et de genres, la fusion et la variété se poursuivent et cette tendance à l'ouverture est l'une des caractéristiques les plus déterminantes du genre. Ainsi, le terme « chicha » est abandonné et le genre est défini comme « cumbia peruana », laissant le terme chicha pour représenter les mouvements musicaux antérieurs aux années 1990.

### Déclin et retour
À la fin des années 1990, le genre connaît un déclin dont les causes sont diverses. On parlait à l'époque de peu d'évolution de la part des nouvelles compositions et chansons, et d'une certaine improvisation des nouveaux groupes qui diminuait la qualité du produit final et saturait le genre, mais on parlait aussi d'un aspect politique : la musique avait été utilisée par l'ancien président péruvien Alberto Fujimori dans ses différentes présentations en tant que candidat à la réélection utilisant même une chanson, El Ritmo del Chino, comme musique de campagne électorale, et certaines des stars les plus reconnaissables ont été mêlées à des allégations de divers crimes liés à la corruption. Le sous-genre tecnocumbia a fini par se cantonner aux quartiers populaires de la capitale (les cônes et le centre de Lima) et des provinces, où elle est restée largement dominante, Elle a même supplanté la musique traditionnelle et est devenue elle-même la musique populaire et traditionnelle de ces secteurs, en particulier dans le nord du Pérou (Trujillo, Piura et Lambayeque) et dans la jungle (Loreto et Ucayali), où elle continue d'avoir de fortes racines musicales et où de nouveaux groupes apparaissent continuellement.
Trois raisons fondamentales expliquent la renaissance de la cumbia péruvienne en 2007. La première est un événement tragique qui va ramener la cumbia péruvienne sur le devant de la scène. L'un des groupes les plus représentatifs de la fin des années 1990 a tragiquement trouvé la mort alors qu'il se produisait en Argentine : le Grupo Néctar, dont la mort et les rites funéraires qui ont suivi ont été largement rapportés par les médias péruviens, et qui allait une fois de plus fournir un soutien médiatique au genre. La seconde était une nouvelle génération de groupes musicaux comme Kaliente, ou un renouvellement de groupes existant déjà depuis plusieurs années, comme Caribeños ou Grupo 5, qui générerait l'élan connu depuis 2007 et grâce auquel la cumbia péruvienne a de nouveau pris une place importante dans les préférences musicales du public péruvien. La troisième est le génie créatif de compositeurs tels qu'Estanis Mogollón, considéré par beaucoup comme le « père de la cumbia romantique » et qui a remporté le Prix APDAYC 2007 en tant que « compositeur de l'année ».